# Laure Bosc
Pour les articles homonymes, voir Bosc.
Laure Bosc, née le 25 février 1988, est une biathlète française. Elle est triple championne du monde juniors en 2007.

## Biographie
Laure est née le 25 février 1988.
Aux Championnats du monde juniors de biathlon 2007, elle remporte quatre médailles dont trois en or sur l'individuel, le sprint et le relais.
Elle fait ses débuts en Coupe du monde en janvier 2010 à Ruhpolding et marque ses premiers points en fin d'année 2011 à Östersund avec une 27e place sur l'individuel, ce qui restera son meilleur résultat à ce niveau. Plus tard dans l'hiver, elle monte sur un podium en IBU Cup, le niveau inférieur au sprint de Canmore.
Elle se retire du niveau international lors de la saison 2012-2013.
Elle anime des stages de biathlon à la station du plateau de Beille en Ariège.

## Palmarès

### Coupe du monde
- Meilleur classement général : 72e en 2012.
- Meilleur résultat individuel : 27e.

### Championnats du monde junior
- Championnats du monde juniors à Martell-Val Martello en 2007[4]
  -  Médaille d'or de l'individuel
  -  Médaille d'or du sprint
  -  Médaille d'or du relais
  -  Médaille de bronze de la poursuite

### IBU Cup
- 1 podium individuel.